# Sionne (Auze)
Die Sionne (manchmal auch Sione geschrieben) ist ein kleiner Fluss im Zentralmassiv von Frankreich, der im Département Cantal der Region Auvergne-Rhône-Alpes südöstlich der Stadt Mauriac verläuft.

## Geografie

### Verlauf
Die Sionne entspringt unter dem Namen Ruisseau du Fayet im nördlichen Gemeindegebiet von Salers, entwässert generell Richtung Westnordwest und mündet nach rund 15 Kilometern an der Gemeindegrenze von Drugeac und Ally als linker Nebenfluss in die Auze. Im Oberlauf durchquert die Sionne ein kleines Feuchtgebiet im Regionalen Naturpark Volcans d’Auvergne.

### Orte am Fluss
(Reihenfolge in Fließrichtung)
- Foix, Gemeinde Salers
- Saint-Bonnet-de-Salers
- Boussac, Gemeinde Saint-Bonnet-de-Salers
- Veillères, Gemeinde Drugeac
- Drugeac
- Drignac, Gemeinde Ally